# World of Warcraft: Dragonflight
World of Warcraft: Dragonflight es la novena expansión para el Videojuego de rol multijugador masivo en línea (MMORPG) World of Warcraft, siguiendo los acontecimientos de Shadowlands. Anunciada el 19 de abril de 2022, su lanzamiento fue el 28 de noviembre de 2022.

## Jugabilidad

### Zonas
Las Islas Dragón serán el tema central de Dragonflight, y está compuesto por cinco zonas. Las cuatro zonas principales son Las Costas del Despertar, Llanuras de Ohn'ahran, El Trecho Azur y Thaldraszus, con la ciudad central y neutral de Valdrakken en Thaldraszus sirviendo como centro de actividades, como Oribos en Shadowlands, aunque se mencionó que tendrá una Casa de subasta. La quinta zona, el Confín Prohibido, también sirve como el área inicial de la nueva raza.

### Características principales
- Se incrementa el nivel máximo a 70, el primer aumento desde la reducción de nivel en Shadowlands. Dragonflight renovará la interfaz de usuario haciéndola más personalizable y el sistemas de talentos convirtiéndolo en un árbol de talentos con dos ramas, una para la clase y otra para la especialización.[1]
- Se añadirá una combinación de raza y clase, los Dracthyr como evocadores. Es decir, los Evocadores son una clase exclusiva para los Dracthyr. Llevando armadura de malla, estos tienen dos especializaciones: Devastador que se enfoca en infligir daño y Preservación para sanar.[5] El Dracthyr puede escoger cualquiera de las facciones, la Alianza o la Horda, similar a los Pandaren introducidos en Mist of Pandaria. Estos empiezan con nivel 58 y en una zona inicial única.[1]
- También renovarán las profesiones del juego, en el cual deberán especializarse para crear los mejores equipamientos y consumibles o recolectar cierto tipo de recursos a la mayor eficiencia posible, además, los jugadores podrán crear pedidos de creación donde pueden incluir los componentes necesarios para crear el objeto.[1]
- El juego introducirá una nueva característica llamada Dracoequitación, permitiendo a los jugadores personalizar su propio dragón para volar en las Islas Dragón con un sistema de vuelo exclusiva parecido a un simulador de vuelo con habilidades aéreas. Aunque, solo estará disponible en el nuevo continente, Las Islas Dragon.[1]
- Se reemplazará el sistema de reputación por una versión modificada de los renombres de Shadowlands, esta vez, sin interferir directamente en el poder de los jugadores.[6]

### Nuevo Rol
En el parche 10.1, se introdujo la nueva especialización para Evocador, Aumento, la cual se basa en potenciar las capacidades de los demás roles con los poderes del vuelo negro y bronce; al tanque aumentar sus defensas, a los asesinos su daño y sanadores sus curaciones. Además, la utilidad en general como el control de masas, limpiezas de debilitaciones y mucho más. De esta manera, es la primera especialización que se basa en multiplicar los poderes de sus aliados. Sin embargo, se genera la controversia de que se vuelve un rol obligatorio para desafíos de alto nivel, por lo que se espera que se traigan más especializaciones de este rol para darle mayor diversificación.

## Argumento

### Contexto
Cuando ocurrió El Gran Cataclismo, los vuelos de dragón partieron a defender Azeroth de la invasión demoniaca de la Legión Ardiente, las Islas Dragon se ocultaron gracias al poder de las instalaciones titánicas para así poder aislarse del peligro, asimismo, todos los seres mágicos de estas islas quedaron congelados. 10.000 años después de lo ocurrido, un guardián titánico decide usar las instalaciones para que las Islas Dragon vuelvan a poder ser vistas por el mundo, lo que a la vez descongeló todas las criaturas de estas islas. 
Ante tal revelación, los vuelos de dragón vuelven a su hogar ancestral, sin embargo, se volverán a enfrentar las amenazas que siempre estuvieron presentes en estas islas, como los primalistas, los enemigos ancestrales de los dragones aspecto que habían sido encerrados, pero su líder, Raszageth, la Devoratormentas, fue liberada y no se detendrá hasta liberar a sus hermanos y eliminar la mácula de los titanes de Azeroth.
Además, el vuelo negro tendrá que elegir un nuevo líder. El vuelo verde encontrar el camino a seguir. El vuelo bronce enfrentarse a su contraparte, el vuelo infinito. Dentro del vuelo azul, Kalecgos volverse un líder de fiar y recuperar la confianza de su vuelo. Finalmente, el vuelo rojo establecerse y defender los Estanques de Vida Rubí y Salones de Infusión, asimismo, Alexstrasza, la Reina de los dragones, debe encontrar la forma de fortalecer a los dragones aspecto para enfrentarse a las futuras amenazas como cuando fueron los guardianes de Azeroth.

#### Legados
Para entender mejor la historia, Blizzard Entertainment lanzó tres cortometrajes en la que Nozdormu acompaña a una Dracthyr y le cuenta acerca del ascenso de los dragones a su versión de aspecto y la caída de uno de estos (Neltarion), Nozdormu termina revisando en los recuerdos de la Dracthyr para saber el momento en el que Neltarion se corrompe.

### Renovando los Vuelos
Debido a los sucesos en World of Warcraft: Cataclysm, los vuelos perdieron su gran parte de su poder, al punto que las encarnaciones los superaran con creces. El jugador al llegar a las Costas del Despertar deberá ayudar al vuelo rojo a asegurar su posición en los Estanques Rubí, dado que ahí los huevos de dragón son infundidos con la magia del orden que dejaron los vigías titánicos para potenciar su raza, sin embargo, Raszageth, la encarnación de la tormenta, asalta el lugar junto con sus seguidores y lucha a muerte con Alexstrasza. En la corta pelea, la Devoratormentas logra vencer a la Reina de los dragones, sin embargo, Wrathion interviene e interrumpe el ataque de la encarnación, evitando que ejecute a la líder del vuelo rojo, asimismo, Raszageth antes de retirarse, avisa al Príncipe Negro que le han mentido acerca de las convicciones de los primalistas.
Continuando la historia de esta zona, el jugador ayuda a Wrathion a recuperar la base del vuelo negro, la Ciudadela de Obsidiana, que estaba sitiada por los Djaradin, y en completa desventaja numérica, el vástago del vuelo negro inicia el asalto, asimismo, por coincidencia, Sabellian, líder de los supervivientes del vuelo negro que escaparon a Terallende, decidió apoyar al Príncipe Negro y juntos recuperaron la base. Sin embargo, descubrieron que la Piedra de Juramento estaba destruida, un símbolo de compromiso con los vigías titánicos, con la ayuda del jugador, esta es reparada y esta escultura vuelve a brillar como antaño. Pero, ambos líderes están decididos en tomar la posición como Aspecto del vuelo negro o Guardián de la Tierra. Al iniciar esta competencia, llevaron los huevos del vuelo a los Estanques Rubí con un plan para evitar su pérdida, Sabellian y Wrathion llevaron cajas como señuelo y los reales fueron llevados por dragones negros. Al llegar, Wrathion reclama a la Reina de los dragones la destrucción de los falsos huevos sin saber del plan de su par, donde Sabellian revela su verdadero plan y exige a la Líder de los aspectos que lo reconozca como el Líder del nuevo vuelo negro diciendo que Neltharion igualmente lo hizo su legítimo heredero, aunque, Alexstrasza decide evitar entrar en la disputa y sugiere al líder sobreviviente que no mencioné esa herencia, puesto que Neltharion estaba demente y sería heredero de un vuelo corrupto. Al poner los huevos en su debido nido dentro de los Estanques Rubí, la Piedra de Juramento del vuelo rojo vuelve a brillar como antes.
Para continuar ayudando a los vuelos, el jugador es enviado a las Planicies de Ohn'aran, donde se conocerán a varias tribus de centauros, asimismo, rehacer su pacto con el vuelo verde para luchar contra los primalistas. Aunque, una de las tribus, los Nokhud, deciden traicionar al resto de sus pares y hacer un trato con los primalistas para acceder a su poder, para ello tenían que asaltar el santuario del vuelo verde, dando así la muerte de un dragón esmeralda, obligando a Merithra a actuar rápidamente y recibir los refuerzos de las tribus leales para defender los jardines. Una vez que el asalto fue repelido, completaron la tradición que mantenía el pacto entre ambas razas y gracias a ello la Piedra de Juramento del vuelo verde brilla una vez más.

Continuando, el jugador debe ir al Trecho Azur, para ayudar a Kalecgos a potenciar su piedra de juramento, pero la soledad le dificulta su tarea, por lo que pide ayuda al mago Kadghar. Sin embargo, los Tuskarr terminan ayudándole más de lo que el cree, dándole una lección de vida cuando el jefe de los Tuskarr Colmillar muere y celebran su funeral: 
No es que su muerte nos entristezca, Kalec. Pero si celebramos su vida, él estará con nosotros para siempre ¿Qué mejor manera de fortalecer los vínculos de la familia que queda que celebrando a quienes vieneron antes que nosotros? - Brena
Dejando a Kalecgos con una mirada distante, haciéndole recordar que una vez también tuvo una familia unida. Cuando terminar de ayudar a los Tuskarr con sus problemas con los Gnols, encuentran las Bóvedas Azures, donde se encuentra la piedra de juramento del vuelo azul y aparece un simulacro de Sindragosa, quien guía a Kalecgos a ser un mejor Aspecto del vuelo azul. Cuando están terminando, llegan los primalistas y Raszageth ataca con todo al líder y su amigo mago, en este momento de socorro, llegan varios dragones azules para ayudarlo, entre ellos el viejo Senegos que vimos en Legión y su nieta, quienes todos juntos logran expulsar a la gran dragona primalista.

## Crítica
La expansión recibe la valoración como "generalmente favorable" con una nota promedio de 82/100 en Metacritic. Por otro lado, se muestra muy desfavorable la nota por parte de los usuarios en la misma página, sin embargo, muchas de las valoraciones son de personas que no han jugado la expansión.
De parte de la crítica, lo describen como volver a casa y escucharon a sus jugadores en relación con los cambios en los sistemas. Aun así, se critica que sigan habiendo pocas opciones de end-game o la falta de contenido innovador y/o revolucionario.